# Григорьев, Артём Сергеевич
Артём Серге́евич Григо́рьев (род. 27 февраля 1992 года, Москва, Россия) — российский фигурист, выступавший в мужском одиночном катании, бронзовый призёр чемпионата мира среди юниоров 2009 года.

## Карьера
Завоевал бронзовую медаль на чемпионате России среди юниоров 2009 года. Так как, у России было право выставить на чемпионат мира среди юниоров в мужском одиночном катании трёх участников, то Артём был включен в сборную страны на этот турнир. В Болгарии, Григорьев был четвёртым после исполнения короткой программы, но в произвольной, опережавший его американец Курран Эй (англ. Curran Oi) много ошибался, откатился на 7-е место, а сам Артём выступил уверенно и завоевал бронзовую медаль чемпионата, вслед за американцем Адамом Риппоном и чехом Михалом Бржезиной. Для дебюта на таком уровне это очень хороший результат. Летом 2009 года перешёл от тренера Виктора Кудрявцева к Елене Буяновой в ЦСКА. Весной 2012 года по окончании сезона принял решение о завершении карьеры.

## Спортивные достижения
| Соревнования                              | 2005—2006 | 2006—2007 | 2007—2008 | 2008—2009 | 2009—2010 | 2010—2011 | 2011—2012 |
| ----------------------------------------- | --------- | --------- | --------- | --------- | --------- | --------- | --------- |
| Чемпионаты мира среди юниоров             |           |           |           | 3         |           |           |           |
| Чемпионаты России                         |           |           | 8         | 9         | 7         |           | 10        |
| Чемпионаты России среди юниоров           | WD        | 4         | 5         | 3         | WD        |           |           |
| Мемориал Ондрея Непелы                    |           |           |           |           |           |           | 12        |
| NRW Trophy                                |           |           |           |           | 1J        |           | 6         |
| Этапы юниорского Гран-при, Австрия        |           |           |           |           |           | 2         |           |
| Этапы юниорского Гран-при, Испания        |           |           |           | WD        |           |           |           |
| Этапы юниорского Гран-при, Великобритания |           |           | 3         | 5         |           |           |           |
| Этапы юниорского Гран-при, США            |           |           | 3         |           |           |           |           |
| Этапы юниорского Гран-при, Тайвань        |           | 7         |           |           |           |           |           |
| Этапы юниорского Гран-при, Нидерланды     |           | 7         |           |           |           |           |           |
| Этапы юниорского Гран-при, Хорватия       | 7         |           |           |           |           |           |           |
| Европейские юношеские Олимпийские дни     |           | 1J.       |           |           |           |           |           |

- J = юниорский уровень; WD = снялся с соревнований